# Buchila, Bacău
Buchila (în maghiară Bukila) este un sat în comuna Nicolae Bălcescu din județul Bacău, Moldova, România.